# Municipio de Žalec
Žalec es un municipio de Eslovenia, situado en el centro-este del país. Según el censo de 2021, tiene una población de 21 528 habitantes.
Su capital es Žalec.
El municipio comprende las localidades de Arja vas, Brnica, Dobriša vas, Drešinja vas, Galicija, Gotovlje, Grče, Griže, Hramše, Kale, Kasaze, Levec, Liboje, Ložnica pri Žalcu, Mala Pirešica, Migojnice, Novo Celje, Pernovo, Petrovče, Podkraj, Podlog v Savinjski Dolini, Podvin, Pongrac, Ponikva pri Žalcu, Ruše, Spodnje Grušovlje, Spodnje Roje, Studence, Šempeter v Savinjski dolini, Velika Pirešica, Vrbje, Zabukovica, Zalog pri Šempetru, Zaloška Gorica, Zavrh pri Galiciji, Zgornje Grušovlje, Zgornje Roje, Žalec (la capital) y Železno.
Los límites del municipio fueron definidos el 7 de agosto de 1998, cuando el anterior municipio de Žalec fue dividido en seis municipios más pequeños.